# Gea
Gea i/o Gaia, (en grec antic Γαῖα) en la mitologia grega, personifica la fertilitat de la terra. Va ser l'element primordial d'on van sortir les races divines. Va ser la segona de néixer, tot just després del Caos i immediatament abans d'Eros, l'Amor, sense ajuda de cap element masculí. Gea va engendrar sola Urà, el Cel, que la cobria, les Muntanyes, Ourea, i Pontos, la personificació masculina de la Mar. De la unió de Gea amb Urà, nasqueren els sis titans, Ceos, Crios, Cronos, Hiperió, Jàpet i Oceà. I les sis titànides, Febe, Mnemòsine, Rea, Temis, Tetis i Tia (Teia o Tea). Cronos era el més jove de tots. Després van néixer els ciclops, Brontes (el tro), Estèropes (el llampec) i Arges (el llamp), i finalment van néixer els hecatonquirs, Briàreu, Gies i Cotos, que eren personatges de cent braços, gegantins i violents.

## La mitologia grega
La Teogonia del poeta Hesíode conta com, després del Caos, la barreja de tots els elements de l'Univers en un estat irregular, va aparèixer Gea, la Terra, de la qual va nàixer Urà, el Cel. La unió de Gea i Urà va tenir una nombrosa descendència: els dotze titans, els tres ciclops, gegants d'un sol ull, i els tres hecatonquirs.
Urà, que odiava tots els seus fills, no els deixava veure la llum i els mantenia sepultats a les entranyes de Gea sense deixar-los sortir, fins que al final aquesta va conspirar contra ell. Gea va demanar als seus fills que la vengessin i va fabricar una falç d'acer per a cadascun d'ells per a enfrontar-se al seu pare, però tan sols Cronos es va mostrar disposat a lluitar contra ell. Així, quan va arribar la nit i el Cel va cobrir tota la Terra, Cronos va sortir del seu amagatall i, amb la falç que li va oferir la seva mare, li va tallar els genitals. De la sang caiguda d'Urà, van nàixer les erinies o fúries, que van ser unes dees horroroses de la venjança, i de l'escuma dels genitals llençada a la mar va sorgir Afrodita, dea de la sexualitat, de l'amor i de la bellesa. També van néixer d'aquella sang els gegants i les nimfes dels freixes, les Melíades, i en general les divinitats que viuen als arbres.
Després de la castració d'Urà, Gea es va unir amb el seu fill Pontos, i va engendrar cinc divinitats marines: Taumant, Forcis, Ceto, Euríbia, i Nereu.
Cronos, que va adquirir el poder suprem de l'Univers després de vèncer el seu pare, també tenia intencions cruels, ja que va tancar els seus germans, fills de Gea, al Tàrtar, l'espai més profund de la terra i, assabentat per un oracle que seria sotmès per un dels seus fills, va empassar-se tots els fills que va procrear amb la seva germana Rea, com ara Hèstia, Demèter, Hera, Hades i Posidó. Rea, que havia vist com Cronos s'empassava els seus fills, quan estava embarassada de Zeus es va dirigir a Gea i Urà i va demanar als seus pares un remei per salvar el nen que havia de néixer. Ells li van revelar el secret del Destí i li van mostrar de quina forma podria enganyar Cronos. Rea havia ocultat el naixement de Zeus i va anar a Creta a tenir-lo, amagant el nadó en una cova molt profunda. Seguidament, li va donar a Cronos una pedra embolicada en un bolquer perquè la devorés, i Cronos se la va menjar sense notar l'enredada.
Quan Zeus va créixer i va ser un adult, va iniciar una lluita contra el seu pare. L'esdeveniment va començar quan Zeus li va donar una droga perquè vomités els fills devorats. Gea li va dir que només amb els titans com a aliats podria obtenir la victòria. Va alliberar els titans i tots els seus germans, entre els quals hi havia els ciclops i els hecatonquirs. El van ajudar en la guerra contra el seu pare Cronos (la titanomàquia).
Gea no mirava a Zeus amb bons ulls, ja que estava descontenta de la desfeta dels hecatonquirs. Es va unir amb Tàrtar, déu dels abismes de l'infern, i va engendrar un monstre de força prodigiosa, Tifó. Aquest va declarar una guerra als déus que va durar molt de temps. Amb Tàrtar, Gea va engendrar un altre monstre, Equidna.
Algunes mitologies atribueixen a Gea la maternitat de Triptòlem, que l'hauria tingut amb Oceà, un dels titans fill seu. El gegant Anteu, que va ser adversari d'Hèracles, era fruit de la seva unió amb Posidó. De fet, la majoria de monstres de la mitologia han estat considerats pels mitògrafs com a fills de Gea: Caribdis, les Harpies, Pitó, i el drac que guardava el velló d'or al país d'Eetes. Virgili li atribueix la maternitat de la Fama. Amb el temps, Gea va ser considerada mare de tots els déus i Mare Universal. La Terra, quan es va anar personificant i va deixar de ser força inesgotable, es va encarnar amb divinitats com Cíbele o Demèter.
Gea era considerada la inspiradora de molts oracles, ja que tenia els secrets del Destí i els seus oracles eren més antics i més fiables que els d'Apol·lo.
Amb el temps, Zeus i els seus germans van superar els Titans i aquests van ser deportats al Tàrtar. Llavors, Zeus, Hades i Posidó es van repartir el món: de manera que els inferns van ser governats per Hades, la mar per Posidó i el Cel per Zeus, que va quedar com a nou déu suprem. Zeus va escollir el cim de l'Olimp com la seva residència i és per això que ell i els déus relacionats amb ell es van anomenar déus Olímpics. La primera generació d'olímpics va ser la de Zeus i els seus cinc germans, mentre que la segona estava formada pels fills de Zeus.

## Etimologia
Etimològicament, la paraula en grec antic γαῖα és un doblet lèxic amb el mateix significat que la paraula γῆ ({{Polytonic] |γᾶ |gâ}}, en el dialecte dòric, que significa "terra". Ni γῆ ni γαῖα tenen una etimologia establerta. Beekes va suggerir un origen prehelènic. La paraula grega γῆ és l'origen, en els temps moderns, del prefix geo-, que forma paraules referides a la terra, com ara com geografia, geologia, geometria, etc.
S'ha suposat que γαῖα era una contaminació de γῆ amb αἶα, un suposat equivalent de μαῖα , "àvia" i que respondria al llatí "avia" Així doncs, el significat complet de la paraula Gaia o Gea és 'Àvia Terra'.

## Teoria
El nom mitològic de Gea va ser recuperat per James Lovelock el 1979 per a la seva hipòtesi. Aquesta hipòtesi indica que els organismes vius i les matèries inorgàniques són part d'un sistema dinàmic que dona forma a la biosfera de la Terra, i manté la Terra com un entorn apte per a la vida. Un dels llibres més populars de la hipòtesi de Gea de James va ser Una nova mirada de la vida sobre la Terra, 1979.